# گرگ شرقی
گرگ شرقی (نام علمی: Canis lupus lycaon) نام یک زیرگونه از گونه گرگ است.